# Rally-VM 2013

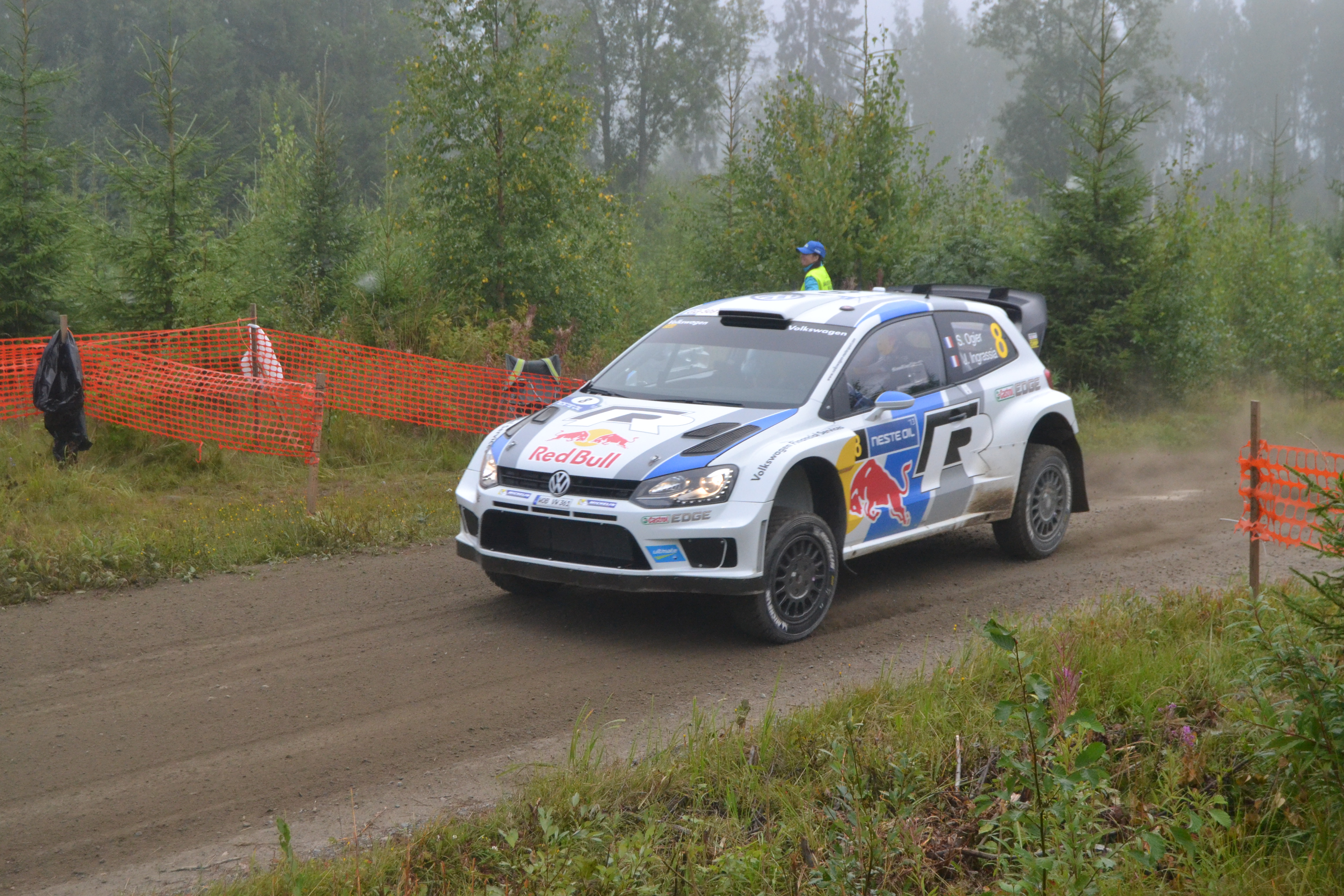
Sébastien Ogier i Finska rallyt.

Rally-VM 2013 är den 41:a säsongen av FIA:s Rally-VM. Säsongen startade med Monte Carlo-rallyt och avslutades med brittiska rallyt. 
Sébastien Ogier säkrade sin första VM-titel redan i Rally Alsace.

## Kalender
| Datum           | Rally               | Underlag    | Segrare förare     | Kartläsare        | Bil                   |
| --------------- | ------------------- | ----------- | ------------------ | ----------------- | --------------------- |
| 17-20 januari   | Monte Carlo-rallyt  | Asfalt/snö  | Sébastien Loeb     | Daniel Elena      | Citroën DS3 WRC       |
| 8-10 februari   | Svenska rallyt      | Snö         | Sébastien Ogier    | Julien Ingrassia  | Volkswagen Polo R WRC |
| 8-10 mars       | Mexikanska rallyt   | Grus        | Sébastien Ogier    | Julien Ingrassia  | Volkswagen Polo R WRC |
| 12-14 april     | Portugisiska rallyt | Grus        | Sébastien Ogier    | Julien Ingrassia  | Volkswagen Polo R WRC |
| 3-5 maj         | Argentinska rallyt  | Grus        | Sébastien Loeb     | Daniel Elena      | Citroën DS3 WRC       |
| 31 maj-2 juni   | Akropolisrallyt     | Grus        | Jari-Matti Latvala | Miikka Anttila    | Volkswagen Polo R WRC |
| 21-23 juni      | Sardinienrallyt     | Grus        | Sébastien Ogier    | Julien Ingrassia  | Volkswagen Polo R WRC |
| 2-4 augusti     | Finska rallyt       | Grus        | Sébastien Ogier    | Julien Ingrassia  | Volkswagen Polo R WRC |
| 22-25 augusti   | Tyska rallyt        | Asfalt      | Dani Sordo         | Carlos del Barrio | Citroën DS3 WRC       |
| 13-15 september | Australienrallyt    | Grus        | Sébastien Ogier    | Julien Ingrassia  | Volkswagen Polo R WRC |
| 4-6 oktober     | Franska rallyt      | Asfalt      | Sébastien Ogier    | Julien Ingrassia  | Volkswagen Polo R WRC |
| 25-27 oktober   | Katalanska rallyt   | Asfalt/grus | Sébastien Ogier    | Julien Ingrassia  | Volkswagen Polo R WRC |
| 15-17 november  | Brittiska rallyt    | Grus        | Sébastien Ogier    | Julien Ingrassia  | Volkswagen Polo R WRC |

## Förar-VM
| Plats | Förare             | Bil                   | Poäng |
| ----- | ------------------ | --------------------- | ----- |
| 1     | Sébastien Ogier    | Volkswagen Polo R WRC | 290   |
| 2     | Thierry Neuville   | Ford Fiesta RS WRC    | 176   |
| 3     | Jari-Matti Latvala | Volkswagen Polo R WRC | 162   |
| 4     | Mikko Hirvonen     | Citroën DS3 WRC       | 126   |
| 5     | Dani Sordo         | Citroën DS3 WRC       | 123   |
| 6     | Mads Østberg       | Ford Fiesta RS WRC    | 102   |
| 7     | Jevgenij Novikov   | Ford Fiesta RS WRC    | 69    |
| 8     | Sébastien Loeb     | Citroën DS3 WRC       | 68    |
| 9     | Martin Prokop      | Ford Fiesta RS WRC    | 63    |
| 10    | Andreas Mikkelsen  | Volkswagen Polo R WRC | 50    |

## Stall
| Plats | Stall                                    | Bil                                           | Poäng |
| ----- | ---------------------------------------- | --------------------------------------------- | ----- |
| 1     | Volkswagen Motorsport                    | Volkswagen Polo R WRC                         | 425   |
| 2     | Citroën Total Abu Dhabi World Rally Team | Citroën DS3 WRC                               | 280   |
| 3     | Qatar M-Sport World Rally Team           | Ford Fiesta RS WRC                            | 190   |
| 4     | Qatar World Rally Team                   | Ford Fiesta RS WRC                            | 184   |
| 5     | Jipocar Czech National Team              | Ford Fiesta RS WRC                            | 65    |
| 6     | Abu Dhabi Citroën Total World Rally Team | Citroën DS3 WRC                               | 63    |
| 7     | Volkswagen Motorsport 2                  | Volkswagen Polo R WRC                         | 50    |
| 8     | Lotos WRC Team                           | MINI John Cooper Works WRC Ford Fiesta RS WRC | 20    |